# Нель, Рене оз Эполь
Рене оз Эполь (фр. René aux Épaules; около 1574 — 29 мая 1650), называемый де Лаваль, маркиз де Нель (Neele, Néele, Nesle) — французский военный и государственный деятель.

## Биография
Сын Франсуа оз Эполя (ум. до 1593), сеньора де Пизи, де Ферьер и де Прель, и Габриели де Монморанси-Лаваль (1540—1616).
После смерти двоюродного брата, Ги III де Монморанси-Лаваля, умершего в 1590 году от ран, полученных в битве при Иври, унаследовал маркизат Нель, принадлежавший пресекшейся линии де Лезе дома Монморанси-Лаваль и принял герб этой семьи.
У секретаря Пинара нет никаких о сведениях о том, где служил этот сеньор, пока его не произвели в лагерные маршалы в мае 1622. 14 мая 1622 назначен в армию Они, которой командовал граф де Суассон. В 1630 году назначен в Шампанскую армию, содействовал взятию цитадели Вердена в 1631 году. В 1632-м был направлен в Лангедок.
14 мая 1633 пожалован в рыцари орденов короля, и немного позже стал губернатором Ла-Фера, каковую должность занимал до конца жизни.

## Семья
Жена: Маргерит де Монлюк-Баланьи, дочь Жана де Монлюка, сеньора де Баланьи, маршала Франции, и Рене де Клермон д'Амбуаз
Дети:
- Мадлен. Муж (9.03.1627): Бертран-Андре де Монши, маркиз де Монкарвель
- Рене. Муж: Шарль д'Омон (1604—1661), маркиз де Клерво